# Jotola
Jotola är en ort i Mexiko.   Den ligger i kommunen Chilón och delstaten Chiapas, i den sydöstra delen av landet, 800 km öster om huvudstaden Mexico City. Jotola ligger 1 182 meter över havet och antalet invånare är 193.
Terrängen runt Jotola är lite bergig. Runt Jotola är det glesbefolkat, med 16 invånare per kvadratkilometer. Närmaste större samhälle är Ocosingo, 8,7 km söder om Jotola. I omgivningarna runt Jotola växer i huvudsak städsegrön lövskog.